# INXS
INXS (transkr. In ekses) bila je australijska muzička grupa iz Sidneja.
INXS su početni uspeh ostvarili ranih osamdesetih u svojoj matičnoj Australiji. Album The Swing doneo im je više uspeha u ostatku sveta, a pesma Original Sin bila je prvi njihov singl koji je dostigao mesto broj jedan na top-listama. Najveći međunarodni uspeh postigli su u drugoj polovini osamdesetih i početkom devedesetih — u vreme kada su izdali albume Listen Like Thieves, Kick i X. U najveće hitove benda ubrajaju se numere Need You Tonight, What You Need, Devil Inside, New Sensation, Disappear, Never Tear Us Apart, Suicide Blonde, Mystify i Elegantly Wasted.

## Članovi
- Tim Faris — gitara, klavijature, bas-gitara, prateći vokal (1977—2012)
- Kirk Pengili — gitara, saksofon, prateći vokal (1977—2012)
- Gari Gari Birs — bas-gitara, prateći vokal (1977—2012)
- Endru Faris — klavijature, klavir, gitara, usna harmonika, udaraljke, prateći vokal (1977—2012)
- Džon Faris — bubanj, udaraljke, klavijature, prateći vokal (1977—2012)
- Majkl Hačens — glavni vokal (1977—1997)
- Džon Stivens — glavni vokal (2000—2003)
- Džej Di Fortjun — glavni vokal (2005—2011)
- Kiran Gribin — glavni vokal, gitara (2011—2012)

## Diskografija

### Studijski albumi
- (1980)
- (1981)
- (1982)
- (1984)
- (1985)
- (1987)
- (1990)
- (1992)
- (1993)
- (1997)
- (2005)
- (2010)

| - (1983) - (2005) - (2004) - (2008) - (1991) - (2005) - (2014) - (2019) | - (1982) - (1994) - (2001) - (2002) - (2002) - (2002) - (2002) - (2004) - (2004) - (2006) - (2010) - (2011) |

## Nastupi u Srbiji
| Datum        | Mesto   | Prostor                                    | Napomene         | Izv.              |
| ------------ | ------- | ------------------------------------------ | ---------------- | ----------------- |
| 2. jun 2007. | Beograd | Studentski kulturni centar Beograd (bašta) | u okviru turneje | [ 5 ] [ 6 ] [ 7 ] |

## Spoljašnje veze
- Zvanični veb-sajt
- na sajtu
- na sajtu
- na sajtu
- na sajtu